# Ervedal (Oliveira do Hospital)
Ervedal, antes chamada Ervedal da Beira, é uma povoação portuguesa do município de Oliveira do Hospital que foi sede da extinta Freguesia de Ervedal, freguesia que tinha 20,80 km² de área e 929 habitantes (2011), e, por isso, uma densidade populacional de 44,7 hab/km².
A Freguesia de Ervedal foi extinta (agregada) pela reorganização administrativa de 2012/2013, sendo o seu território integrado na então criada União de Freguesias de Ervedal e Vila Franca da Beira.

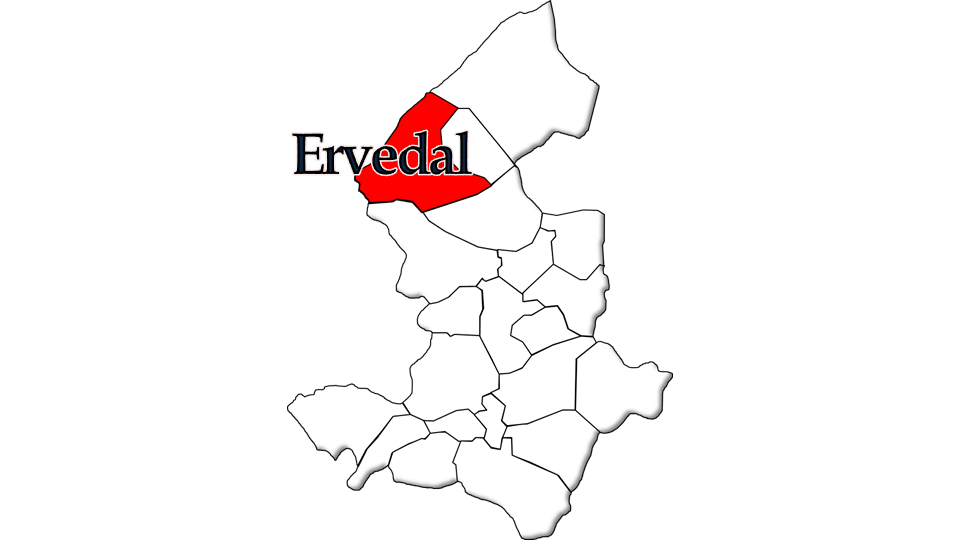
Localização no Município de Oliveira do Hospital

## População
| População da freguesia de Ervedal | População da freguesia de Ervedal | População da freguesia de Ervedal | População da freguesia de Ervedal | População da freguesia de Ervedal | População da freguesia de Ervedal | População da freguesia de Ervedal | População da freguesia de Ervedal | População da freguesia de Ervedal | População da freguesia de Ervedal | População da freguesia de Ervedal | População da freguesia de Ervedal | População da freguesia de Ervedal | População da freguesia de Ervedal | População da freguesia de Ervedal |
| --------------------------------- | --------------------------------- | --------------------------------- | --------------------------------- | --------------------------------- | --------------------------------- | --------------------------------- | --------------------------------- | --------------------------------- | --------------------------------- | --------------------------------- | --------------------------------- | --------------------------------- | --------------------------------- | --------------------------------- |
| 1864                              | 1878                              | 1890                              | 1900                              | 1911                              | 1920                              | 1930                              | 1940                              | 1950                              | 1960                              | 1970                              | 1981                              | 1991                              | 2001                              | 2011                              |
| 2 963                             | 3 364                             | 3 813                             | 3 649                             | 3 615                             | 3 115                             | 2 644                             | 3 277                             | 2 957                             | 2 569                             | 1 990                             | 1 968                             | 1 113                             | 1 077                             | 929                               |

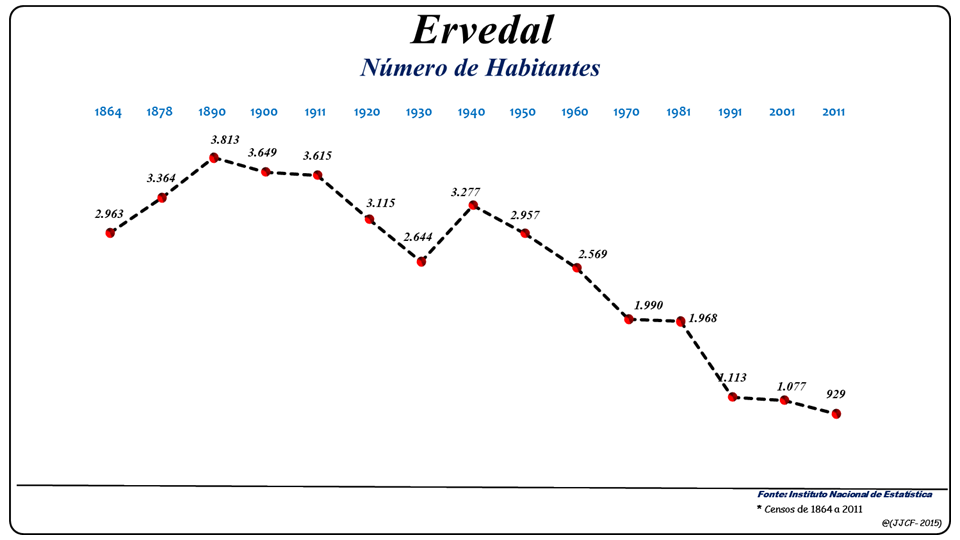
Evolução da População (1864 / 2011)

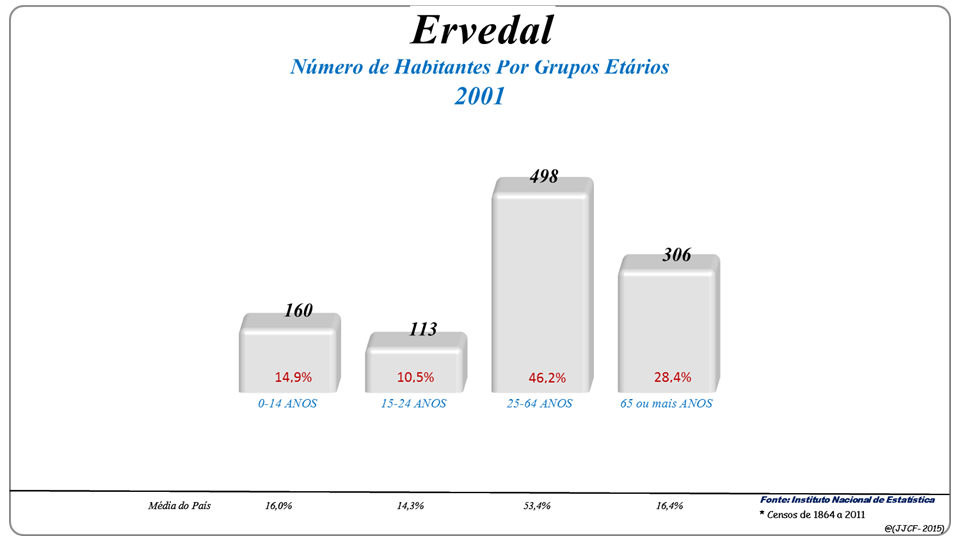
Grupos Etários (2001 e 2011)

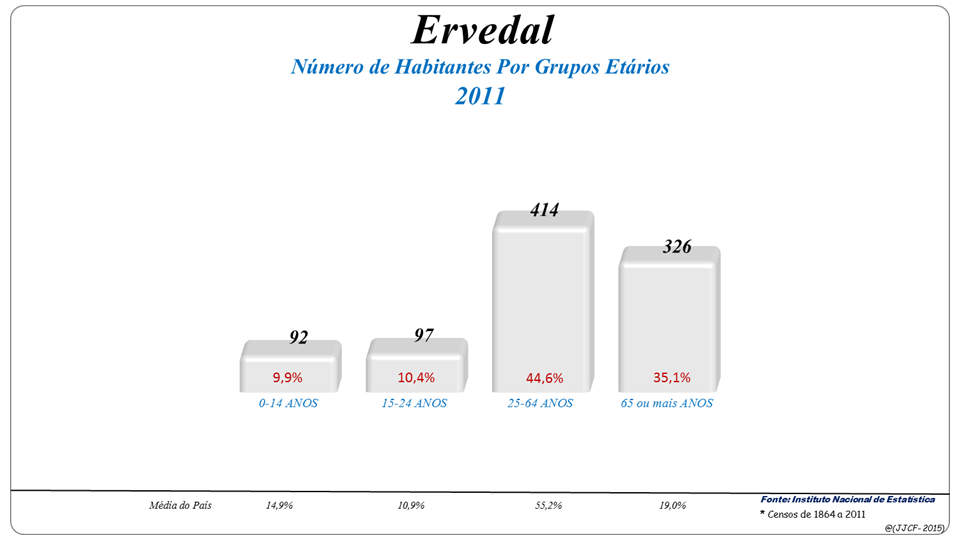
Grupos Etários (2001 e 2011)

Com lugares desta freguesia foi criada,  pela Lei n.º 69/88,  de 23 de Maio, a freguesia de Vila Franca da Beira

## Património
- Igreja Paroquial de Ervedal da Beira;
- Capela de Nossa Senhora das Necessidades;
- Capela de São Cosme;
- Capela de Santa Margarida;
- Capela de São Domingos;
- Solar de Ervedal da Beira;
- Alminhas de Ervedal.

## História
Constituiu, até ao início do século XIX, o couto de Ervedal. Era constituído apenas pela freguesia da sede e tinha, em 1801, 1 674 habitantes. Após a extinção dos coutos, foi vila e sede de concelho, constituído pelas freguesias de Ervedal, Seixo do Ervedal, Sameice, Travancinha e Várzea de Meruge. Tinha, em 1849, 5 341 habitantes.
| “ | "Por aqui passaram os mais diferentes povos da antiguidade, os quais, por meios pacíficos ou pela conquista, se instalaram, dominaram e muitas vezes, se confundiram com os primitivos povos naturais. Os Cartagineses, dominaram aqui, desde o século VI até ao ano 218, antes de Cristo. Seguiram-se-lhes os Romanos, cujo domínio durou desde aquele tempo até ao século V da era cristã, cerca do ano 409. Vieram depois os povos bárbaros a que se seguiu a monarquia visigótica, que durou desde 414 até ao ano de 710. Todas as lutas para a posse do território, e, especialmente, as que se travaram entre os príncipes cristãos e os muçulmanos, dominadores da península, revestiram-se da maior violência no decorrer de grandes batalhas, com inúmeros ataques e contra-ataques. Ervedal deve ter suportado todas as inclemências a que estiveram sujeitas as outras povoações da região. Que assim é, de facto, atestam-no os inúmeros vestígios que se deparam, por vezes, nos campos que circundam a vila, a que nem sempre se liga a devida importância, por desinteresse ou por desconhecimento do seu valor para estudo do passado do Ervedal." | ” |

## Personalidades ilustres
- Visconde de Ervedal da Beira